# Новотны, Иржи (хоккеист)
И́ржи Ново́тны (чеш. Jiří Novotný; 12 августа 1983, Пельгржимов) — чешский хоккеист, центральный нападающий. Чемпион мира 2010 года, бронзовый призёр чемпионатов мира 2011 и 2012 годов.

## Карьера
Воспитанник клуба «Йиндржихув-Градец». Уже в возрасте 17 лет он играл в чешской Экстралиге за «Ческе-Будеёвице». На драфте НХЛ 2001 года был выбран во 1 раунде под общим 22 номером командой «Баффало Сэйбрз». Долгое время выступал в АХЛ за фарм-клуб «Баффало» «Рочестер Американс». 12 января 2006 года дебютировал в НХЛ за «Баффало» в матче против «Финикс Койотис». 14 января, в своём втором матче, набрал первое очко, сделав голевую передачу в игре с «Лос-Анджелес Кингз». 11 февраля забросил первую шайбу в НХЛ, поразив ворота клуба «Флорида Пантерз».
27 февраля 2007 года обменян в «Вашингтон Кэпиталз», где провел концовку сезона 2006/2007. Следующие 2 сезона провел в клубе «Коламбус Блю Джекетс». После окончания сезона 2008/2009 вернулся в Европу.
Выступал в КХЛ за «Атлант», «Барыс», «Лев Прага», ярославский «Локомотив», челябинский «Трактор» и тольяттинскую «Ладу».
В составе сборной Чехии стал чемпионом мира 2010 года. Также дважды становился бронзовым призером чемпионата мира в 2011 и 2012 годах. Был капитаном чешской сборной на чемпионате мира 2013 года.
В 2014 году вместе с пражским «Львом» вышел в финал Кубка Гагарина.
В конце 2018 года новый главный тренер сборной Чехии Милош Ржига после долгого перерыва вызвал Новотны в сборную для участия в Евротуре.
Начало сезона 2018/19 провёл в Чехии, играя за команду «Шкода Пльзень». Но сыграв всего 2 матча в чешской Экстралиге, Новотны подписал контракт с швейцарским клубом «Амбри-Пиотта», за который отыграл следующие 3 сезона.
20 июля 2021 года объявил о завершении игровой карьеры. Будущая работа Новотны также связана со спортом, он стал хоккейным агентом.

## Статистика
| Легенда | Легенда                    | Легенда | Легенда                   | Легенда | Легенда    |
| ------- | -------------------------- | ------- | ------------------------- | ------- | ---------- |
| И       | Количество проведённых игр | Штр     | Штрафное время            | +/−     | Плюс-минус |
| Г       | Голы                       | П       | Голевые передачи          | О       | Очки       |
| -       | Статистика неизвестна      | —       | Статистика не учитывалась |         |            |